# Charanda
La Charanda est une boisson alcoolisée régionale mexicaine, anciennement catégorisée aguardiente, typique de l'État du Michoacán, obtenue par distillation et rectification de mostos fermentés, préparés à partir de jus de cane ou de ses dérivés, comme le melao (jus concentré par évaporation), le piloncillo, la mélasse ou le sucre cristallisé lui-même, ou avec des sous-produits du sucre raffiné, comme les miels incristallins des usines sucrières près d'Uruapan, ou des produits endommagés, pour lesquels les sucreries ne distribuent pas le sucre commercialement.
Produit issu de la fermentation et de la double distillation ultérieure de l'aguardiente, il s'agit d'un produit à essence de canne à sucre, principalement incolore, qui, lorsqu'il repose dans des fûts en bois de chêne ou de chêne vert, devient une couleur ambrée. Sa teneur en alcool varie de 50 % à 55 % par 100 millilitres ou centimètres cubes.
Ce distillat existe depuis au moins 1857. C'est une des raisons pour lesquelles le nom Purépechas Charanda persiste dans leur langue maternelle, signifiant terre rouge, en l'honneur de la colline La Charanda située dans les environs d'Uruapan, sur le versant duquel fut construite la première distillerie, tirant parti du piloncillo produit dans la région et de l'artisanat des meilleurs alambics de la région : Fidel Altamirano Contreras. Un bâtiment construit par Eduardo Chávez Alba a été utilisé pour établir sa fabrique d'eau-de-vie. Sa veuve, Soledad de la Peña, l'a loué dans les années 1960 à Alfonso Figueroa Torres, propriétaire de l'usine La Perla (créée en 1917), afin de poursuivre la production de la marque de canne à sucre Charanda, qui a prévalu jusqu'aux années 1970, lorsque le droit de succession de la dame a mis fin aux relations.